# Макс Лемке
Макс Лемке (нім. Max Lemke, нар. 2 грудня 1996) — німецький веслувальник на байдарках, олімпійський чемпіон 2020 року, чемпіон світу та Європи.

## Виступи на Олімпіадах
| Олімпіада  | Дисципліна                    | Місце |
| ---------- | ----------------------------- | ----- |
| Токіо 2020 | байдарки-четвірки, 500 метрів | 1     |
| Париж 2024 | байдарки-двійки, 500 метрів   | 1     |
| Париж 2024 | байдарки-четвірки, 500 метрів | 1     |

## Зовнішні посилання
- Макс Лемке на сайті International Canoe Federation (англійська)
- Макс Лемке на сайті Olympedia (англійська)
- Макс Лемке на сайті German Olympic Committee (німецька)